# Orden des Befreiers

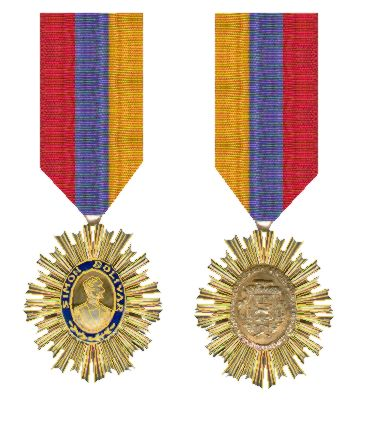
Orden des Brustbildes von Bolivar

Der Orden des Befreiers (spanisch Orden del Libertador) war ein venezolanischer Verdienstorden, der von der Regierung unter dem Präsidenten Jose Gregorio Monagas am 9. März 1854 als Orden des Brustbildes von Bolivar (spanisch Orden del Busto de Bolivar, auch Orden der Büste Bolivars, kurz Bolivarorden) in einer Klasse gestiftet wurde. 1880 erhielt der Orden von Präsident Antonio Guzmán Blanco neue Statuten und wurde in fünf Ordensklassen unterteilt.
Er sollte an den Befreier Südamerikas von der spanischen Herrschaft Simón Bolívar erinnern. Der Verdienstorden war als Anschlussauszeichnung an die bereits am 12. Februar 1825 vom Kongress von Peru eingeführte Medaille gedacht. Geehrt wurden die Kämpfer der Befreiungsarmee und diejenigen, die sich durch besondere Verdienste im venezolanischen Staat hervorgetan hatten.
2010 wurde der Orden durch den Orden Libertadores y Libertadoras de Venezuela ersetzt. 

## Klassen
Ab 1922 war der Orden in sechs Ordensklassen eingeteilt:
- Collane (Sonderstufe für Staatsoberhäupter)
- I. Klasse (Großkreuz)
- II. Klasse (Großoffizier)
- III. Klasse (Komtur)
- IV. Klasse (Offizier)
- V. Klasse (Ritter)

## Ordensdekoration
Das Ordenszeichen ist ein ovales goldenes Medaillon mit dem Brustbild Simon Bolivars auf der Vorderseite, eingefasst von einem blau emaillierten Reif mit der Umschrift Simon Bolivar. Auf der Rückseite ist das Wappen der Republik Venezuela zu sehen. Außen sind goldene Strahlen unterschiedlicher Länge angebracht. Eine kleine Kugel trägt den Tragering.

## Ordensband und Trageweise
Das Ordensband ist in den Landesfarben gelb-blau-rot dreimal gestreift und der Orden wurde auf der linken Brustseite oder im Knopfloch getragen. Später war auch das Tragen an der Schärpe möglich.

## Deutsche Träger (Auswahl)
Adolf Hermann Freiherr Marschall von Bieberstein, Staatssekretär des Auswärtigen Amtes, erhielt laut dem „Deutschen Ordens-Almanach“ das Komturkreuz mit Stern (Großoffizier) und Brillanten. Der spätere Kommandeur des deutschen militärischen Geheimdienstes Amtes Ausland/Abwehr im Oberkommando der Wehrmacht Wilhelm Canaris erhielt 1909 vom venezolanischen Präsidenten und General Juan Vicente Gómez den Bolivar-Orden V. Klasse. Canaris gehörte 1909 als Leutnant zur See an Bord des Kleinen Kreuzers Bremen zur internationalen Blockadeflotte, welche die Küste Venezuelas blockierte. Canaris bewährte sich als Adjutant der Bremen bei den Verhandlungen derart, dass er ausgezeichnet wurde. Unterstaatssekretär Arthur Zimmermann erhielt 1912 das Komturkreuz mit Stern.
Im Jahre 1999 wurde dem Personenschützer Horst Pomplun der Orden für seine Verdienste im Personenschutz und Sicherungsaufgaben für die Staatspräsidenten der Republik Venezuela Rafael Caldera und Hugo Chávez durch den damaligen amtierenden Botschafter Erik Becker Becker in Potsdam verliehen.